# Sounding the Seventh Trumpet
Sounding the Seventh Trumpet은 2001년1월 31일발매된 미국의 헤비메탈밴드 어벤지드 세븐폴드의 첫번째 정규앨범이다.
'Sounding the Seventh Trumpet'은 요한계시록11장의 '일곱번의 나팔이 울리면 세상이 종말된다.'라는 구절에서
가져온것이다.

## 수록곡
모든 가사는 엠 섀도우스가 썼으며, 모든음악 작곡은 더 레브가 하였다.
| #            | 제목                                   | 작곡                 | 재생 시간 |
| ------------ | -------------------------------------- | -------------------- | --------- |
| 1.           | 〈"To End the Rapture"〉               | 더 레브              | 1:24      |
| 2.           | 〈"Turn the Other Way"〉               | 엠 섀도우스, 더 레브 | 5:36      |
| 3.           | 〈"Darkness Surrounding"〉             | 엠 섀도우스, 더 레브 | 4:49      |
| 4.           | 〈"The Art Of Subconscious Illusion"〉 | 엠 섀도우스          | 3:45      |
| 5.           | 〈"We Come Out at Night"〉             | 엠 섀도우스, 더 레브 | 4:44      |
| 6.           | 〈"Lips of Deceit"〉                   |                      | 4:09      |
| 7.           | 〈"Warmness on the Soul"〉             | 엠 섀도우스          | 4:19      |
| 8.           | 〈"An Epic of Time Wasted"〉           | 엠 섀도우스, 더 레브 | 4:18      |
| 9.           | 〈"Breaking Their Hold"〉              | 엠 섀도우스          | 1:11      |
| 10.          | 〈"Forgotten Faces"〉                  |                      | 3:26      |
| 11.          | 〈"Thick and Thin"〉                   | 엠 섀도우스          | 4:15      |
| 12.          | 〈"Streets"〉                          | 엠 섀도우스          | 3:06      |
| 13.          | 〈"Shattered by Broken Dreams"〉       | 엠 섀도우스          | 7:08      |
| 총 재생 시간 | 총 재생 시간                           | 총 재생 시간         | 52:57     |

## 구성
어벤지드 세븐폴드
- 엠 섀도우스 - 리드 보컬
- 잭키 벤젠스 - 기타,베킹 보컬
- 더 레브 - 드럼,베킹 보컬
- 저스틴 세인 - 베이스

세션 뮤지션
- Valary Di Benedetto - "The Art of Subconscious Illusion"에서 스크리밍을 했다.
- 시니스터 게이츠 - 리드 기타,베킹 보컬 (헤비 매탈 버전인 "To End the Rapture"에서만 하였다)
- Mr.Plaugue - 음향 효과